# Steve Diggle
Steve Diggle (Manchester, 7 maggio 1956) è un chitarrista e bassista britannico.
Steve Diggle è il chitarrista e seconda voce della band punk rock/pop punk Buzzcocks. È entrato nel gruppo nel 1976 inizialmente come bassista (suonando nell'EP Spiral Scratch), ma dopo l'abbandono di Howard Devoto ha iniziato a suonare la chitarra.
Oltre all'attività di musicista, è stato anche compositore per la band inglese, realizzando alcuni brani tra cui certamente il più famoso è Harmony In My Head, il cui singolò entro nella Top 40 inglese del 1979 arrivando fino alla posizione 32.
Dopo lo scioglimento dei Buzzcocks, avvenuto nel 1980, Diggle ha fondato la band Flag of Convenience, da cui è uscito nel 1989 proprio per rientrare a far parte della storica band punk. Negli ultimi anni, pur continuando a suonare con i Buzzcocks, ha prodotto anche alcuni album da solista.

## Discografia

### Con i Flag of Convenience
- 1994 - Best of Steve Diggle & Flag of Convenience: the Secret Public Years 1981-1989

### Attività solista
- 2000 - Some Reality
- 2005 - Serious Contender